# 로스앤젤레스 램스

로스앤젤레스 램스(영어: Los Angeles Rams)는 미국 캘리포니아주 로스앤젤레스에 본거지를 둔 NFL팀이다. NFC 서부지구에 소속되어 있다.

## 역사
2016년 5억 5천만 달러 한화 약 6,250억 원의 연고지 이전 비용을 지불하고 세인트루이스에서 로스앤젤레스로 복귀하였다.
2022년 2월 슈퍼볼 LVI에서 우승하면서 구단 첫 우승을 차지하였다.